# Sanační průtok

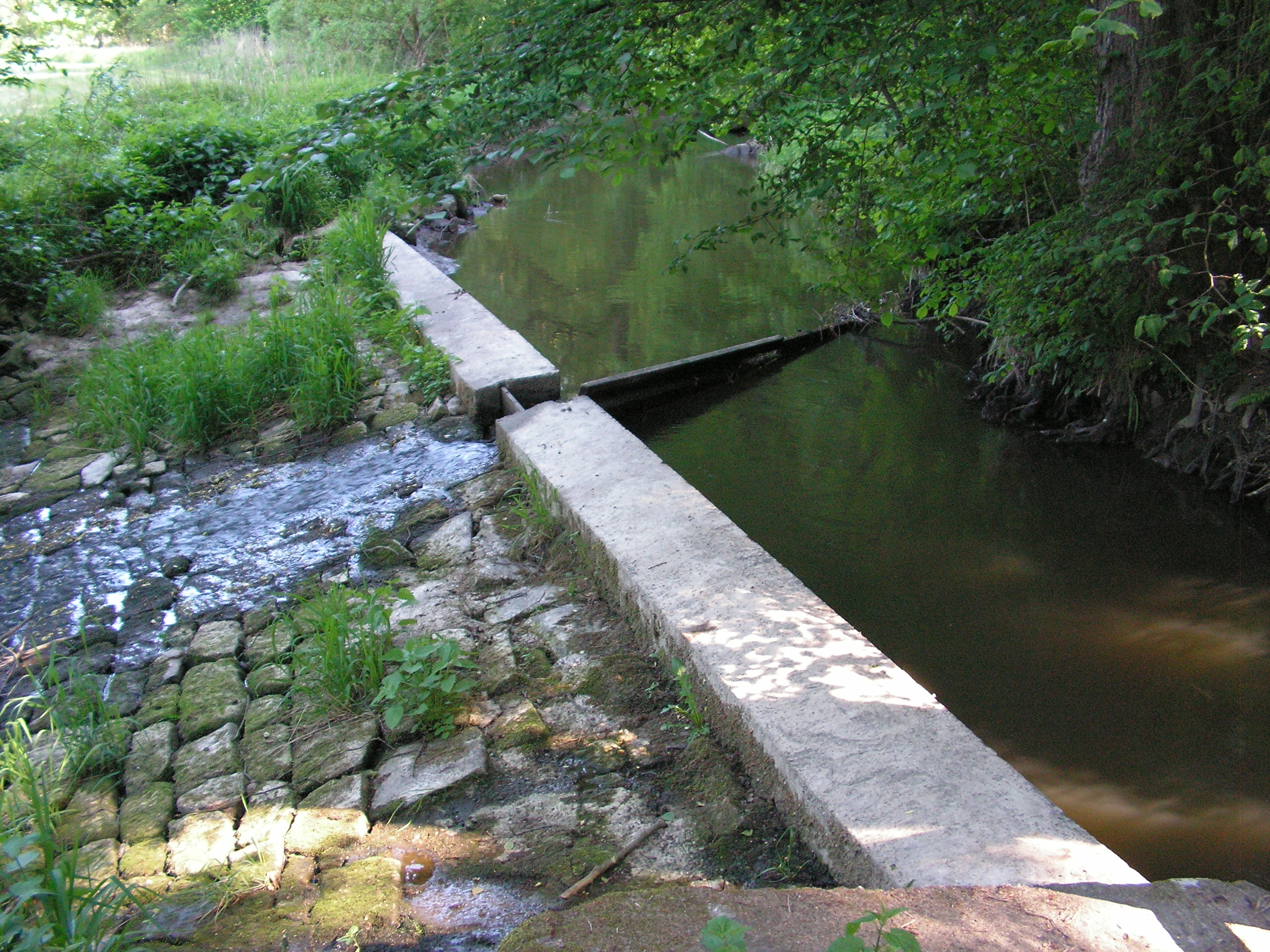
Přeliv pro sanační průtok

Sanační průtok nebo též Minimální zůstatkový průtok (MZP) nebo také hygienický průtok je minimální stálý průtok ve vodním toku pod místem odběru (např. pro vodní elektrárnu, či vodárenské účely), který je nutný pro zachování jeho biologické rovnováhy (ochrana ryb a dalších vodních živočichů). Na jezech bývá řešen buď nehrazeným obtokem, či výřezem ve hraně jezu.
Český vodní zákon definuje minimální zůstatkový průtok jako „průtok povrchových vod, který ještě umožňuje obecné nakládání s povrchovými vodami a ekologické funkce vodního toku“, jeho výši stanovuje vodoprávní úřad. Vychází přitom z metodického pokynu MŽP dle § 36 Zak. 254/2001 Sb., který:
- pro toky s průtokem Q355d < 0,05 m3·s−1 doporučuje dlouhodobou hodnotu neovlivněného Q330d.
- dále pro toky s průtokem Q355d = 0,05–0,5 m3·s−1 doporučuje dlouhodobou hodnotu neovlivněného (Q330d+Q355d) * 0,5.
- dále pro toky s průtokem Q355d = 0,51–5,0 m3·s−1 doporučuje dlouhodobou hodnotu neovlivněného Q355d.
- a pro toky s průtokem Q355d > 5.0 m3·s−1 doporučuje dlouhodobou hodnotu neovlivněného (Q355d+Q364d) * 0,5.

Kdy Q355d rozumíme takový průtok vody v korytě, který by v dlouhodobém průměru protékalo korytem po dobu 355 dnů v roce (obdobně tak Q330d, Q364d apod.). 
Slabinou metodického pokynu je to, že není právně závazný (je závazný jen interně v rámci státní správy). Kromě této formální vady metodický pokyn trpí také tím, že byl vydán v době, kdy klima bylo ještě mnohem stabilnější, tedy např. nepamatuje na stanovení sanačního průtoku v době sucha, což se nyní jeví jako naléhavé zejm. ve vztahu k vodárenským nádržím apod. Žádat vodoprávní úřad o mimořádnou dočasnou změnu sanačního průtoku z důvodu sucha se nejeví jako praktické řešení.  
Vodní zákon předpokládá, že způsob a kritéria stanovení minimálního zůstatkového průtoku stanoví vláda nařízením, nicméně nařízení vlády dosud žádné vydáno nebylo. Příprava textu nařízení v r. 2018 skončila nezdarem, osnova nařízení byla v legislativním procesu široce kritizována.  